# 敏洞乡
敏洞乡，是中华人民共和国贵州省黔东南苗族侗族自治州剑河县下辖的一个乡镇级行政单位。

## 行政区划
敏洞乡下辖以下地区：
敏洞村、沟洞村、高丘村、平鸟村、平教村、干达村、小高丘村、上白斗村、下白斗村、章沟村、孟恩村、朗洞村、麻龙村、高桂村、圭息村、和平村、圭怒村和新槐村。

## 中国传统村落
2013年8月，沟洞村被评为第二批中国传统村落。